# Scampia
Scampia es un barrio de la ciudad de Nápoles, en Italia. Forma parte de la Municipalità 8 junto a Chiaiano y Piscinola. 
Situado en el extremo norte de la ciudad, limita con los siguientes barrios: al sur con Piscinola y Miano, y al sureste con Secondigliano; además, al norte limita con los municipios de Casandrino y Melito di Napoli, al oeste con Mugnano di Napoli, al este con Arzano.
Tiene una superficie de 4,23 km² y una población de alrededor de 40.000 habitantes.

## Historia

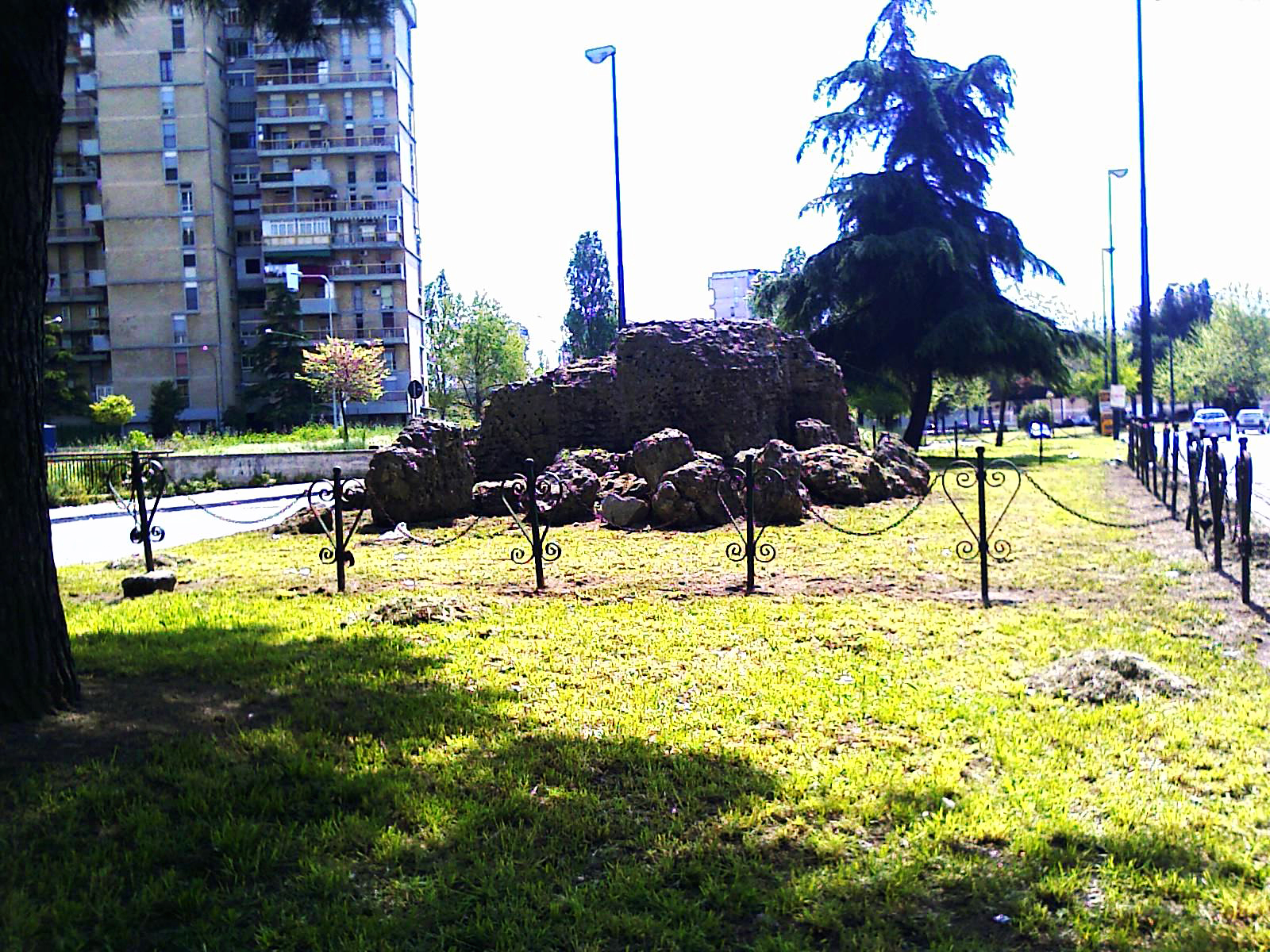
Restos de la época romana en Scampia.

Scampia fue construido como un «barrio dormitorio» en la década de 1960. El área se desarrolló principalmente en los años 1970 y 1980, con enormes bloques residenciales de gran altura, en particular después del terremoto de 1980 con la construcción de viviendas para desplazados de otras zonas de la ciudad. Se construyeron enormes complejos de apartamentos, amplios bulevares y un gran parque, sin distritos comerciales ni lugares de entretenimiento. Más del 80% de sus edificios datan de esa época, cuando el barrio se estableció como 21ª circoscrizione de Nápoles. Algunos edificios, ahora discutidos, se construyeron en tiempos de emergencia post-terremoto: las llamadas "zonas 167".
Scampia es el primer barrio de Nápoles en cuanto a desempleo, que asciende a casi el 47% de la población activa. Eso conlleva que el área tiene un índice de criminalidad muy alto, donde la heroína y cocaína se venden y usan abiertamente en las calles. El barrio fue el territorio del "clan Di Lauro", una familia criminal que controlaba el tráfico de drogas, y la mayoría de otras actividades ilegales en el área. En 2004 estalló una sangrienta guerra de pandillas en la zona, la llamada disputa de Scampia, entre la familia Di Lauro, y una fracción disidente, los llamados «secesionistas». En este contexto, la muerte de una joven inocente, Gelsomina Verde, causó una gran repulsión pública y provocó una gran ofensiva por parte de las autoridades. Fue secuestrada, brutalmente golpeada en un esfuerzo por hacer que revelara el paradero de un miembro de la pandilla involucrado en la pelea, y finalmente le dispararon en el cuello. Su cuerpo fue metido en un auto que fue incendiado.
En los últimos años se han formado asociaciones de ciudadanos en forma de comités para reclamar sus derechos. Junto a ellas, están las organizaciones de voluntariado y del tercer sector que, aprovechando la legislación social a su favor, han creado diversos servicios para prevenir y combatir la marginación, como por ejemplo la escuela de fútbol "Arci Scampia", el proyecto "Finestra adolescenti" y la asociación "Aizo" para la integración social de los nómadas.
El 3 de enero de 2006, el gobierno de la alcaldesa Rosa Russo Iervolino creó "Napolinord", una sociedad de transformación urbana con un capital social de 500 millones de euros.
En octubre de 2022, fue inaugurada la sede de la Facultad de Profesiones Sanitarias de la Universidad de Nápoles Federico II, edificada en el sitio donde se ubicaba una de las Vele, el bloque H, demolido en 2003. El edificio universitario también albergará ambulatorios de atención territorial.

### Vele di Scampia
El Vele di Scampia (en español: «Velas de Scampia») es un gran proyecto de vivienda urbana construido entre 1962 y 1975 en el barrio de Scampia. Fue nombrado por los edificios de forma triangular, que recuerda a una vela, es decir, amplia en la base, estrechando a medida que se elevan. Son similares a Marina Baie des Anges en Villeneuve-Loubet, Francia. Construido como resultado de la Ley 167, que fue aprobada en 1962, las Velas de Scampia fueron diseñadas por Franz Di Salvo. Formaban parte de un proyecto que también incluía el desarrollo de la ciudad de Nápoles al este, en Ponticelli. Ellos representan mejor el estilo de diseño arquitectónico de Di Salvo. Di Salvo diseñó por primera vez viviendas de bajo costo en 1945. Trabajó en colaboración con otros arquitectos para diseñar el distrito de Cesare Battisti Poggioreale, que representaba el paradigma de una "nueva forma de pensar" sobre la vivienda social.
Después de años de continuos experimentos de diseño, la tarea de establecer un gran complejo de apartamentos en Scampia fue confiada a la Cassa del Mezzogiorno. El diseño siguió los principios de la unidad de vivienda articulados por Le Corbusier para el diseño de viviendas públicas. Estaba influenciado por las estructuras de caballete propuestas por Kenzō Tange. Di Salvo propuso un plan para el distrito que se basaba en dos tipos de edificios: una «torre» y una «carpa». El tipo de torre proporciona la impresión dominante de velas. Los edificios tipo torre cuentan con centros sociales, espacios de juego y otras instalaciones comunitarias.

#### Declive urbano y social

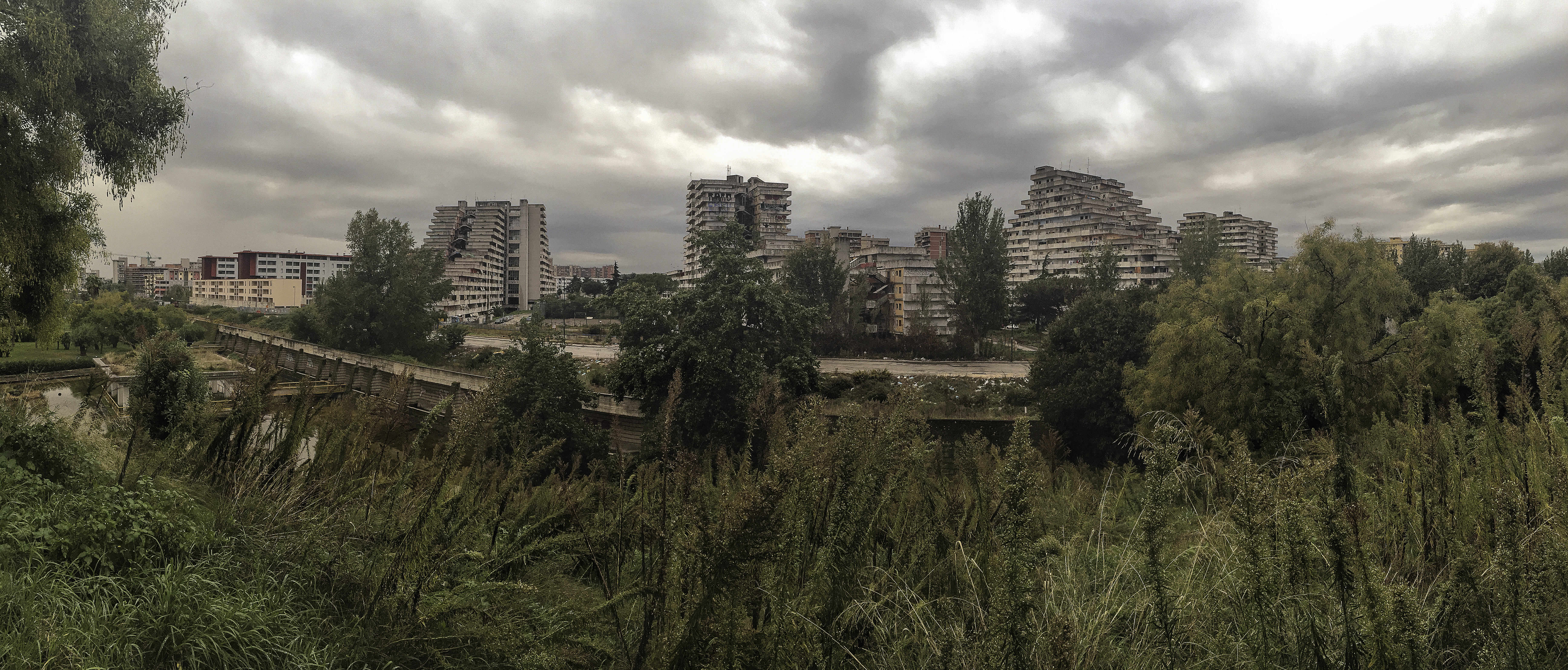
Vele di Scampia en 2015, cuando aún existían cuatro bloques.

Originalmente, el complejo consistía en siete bloques de apartamentos masivos, y albergaba de 40 000 a 70 000 personas, aunque nunca se realizó un conteo real. Tres de los siete bloques han sido demolidos, pero unas 40 000 personas aún viven en las estructuras dañadas. La idea detrás del proyecto era proporcionar un gran proyecto de vivienda pública, donde cientos de familias podrían socializar y crear una comunidad. El diseño incluyó una estación de tren de transporte público y un gran área de parque entre los dos edificios. Los planificadores querían crear un modelo de ciudad pequeña con grandes parques, campos de juego y otras instalaciones.
Sin embargo, varias causas han llevado a lo que ahora se considera como un gueto. Justo después del terremoto de 1980, muchas familias en el área quedaron sin hogar. Muchas de estas familias sin cobijo comenzaron a ocupar los apartamentos ilegalmente. Tolerado e ignorado por el ayuntamiento napolitano, más personas comenzaron a ocupar los edificios, incluidos los delincuentes. Las cosas empeoraron por la falta total de presencia policial, lo que resultó en tráfico de drogas, carreras callejeras ilegales, pandillas y el barrio se encontraba en un avanzado estado de abandono y deterioro, convertido en un foco de decadencia, inseguridad y crimen. Las puertas metálicas grandes en algunos de los pasillos y escaleras en los bloques de apartamentos han sido colocadas allí, no por el consejo, sino por el sindicato del crimen de la Camorra, para que puedan ser cerradas por narcotraficantes mientras huyen de la policía. La primera estación de policía para el área se estableció en 1987, exactamente quince años después de que la gente comenzó a ocupar los apartamentos.

#### Regeneración urbana
Cuatro de estos bloques fueron demolidos en 1997, 2000, 2003 y 2020; de los tres restantes, dos serán demolidos mientras que el último será reurbanizado para albergar la nueva sede de la Ciudad metropolitana de Nápoles, en el marco del proyecto Restart Scampia.
Para los asignatarios legítimos fueron edificadas nuevas viviendas sociales en la misma zona.
En el sitio donde se ubicaba el bloque de la "Vela H", fue edificada la sede de la Facultad de Profesiones Sanitarias de la Universidad de Nápoles Federico II, inaugurada en 2022.

## Cultura

### Universidad

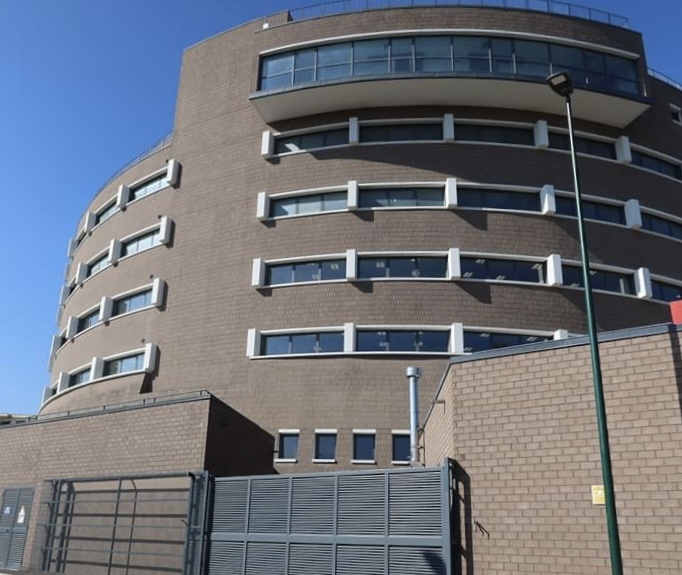
Facultad de Profesiones Sanitarias.

Scampia es sede de la Facultad de Profesiones Sanitarias de la Universidad de Nápoles Federico II.

### Acontecimientos culturales

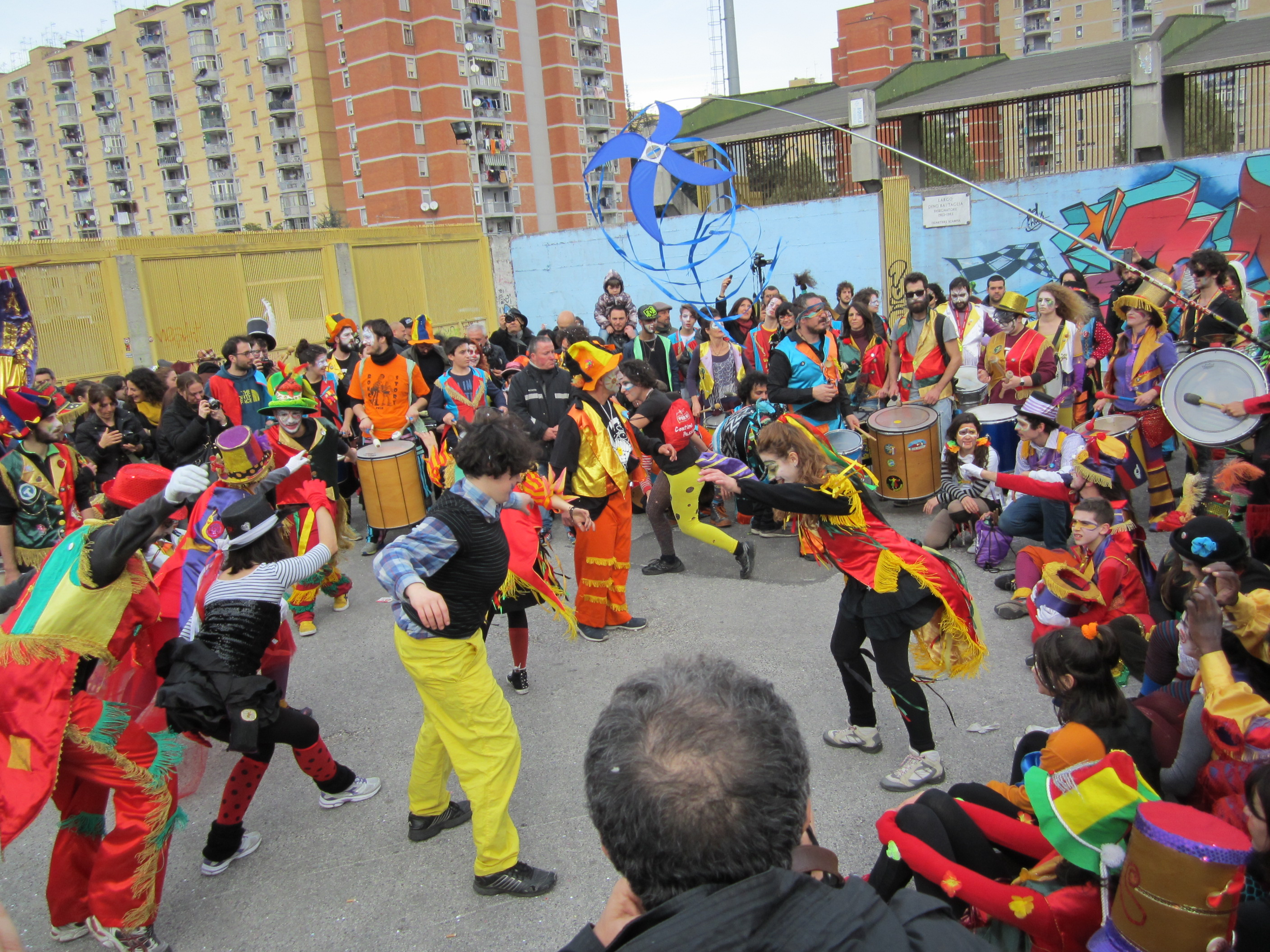
El carnaval de Scampia.

En el barrio tiene lugar uno de los desfiles de carnaval más importantes de la ciudad. En el ámbito de la regeneración urbana de Scampia, en los últimos años se han organizado varios eventos culturales, como el "Simposio Internacional de Arte Social", el festival "Scampia - El progreso a través de la cultura" y otros.

### En el cine y la televisión
La primera película ambientada en Scampia fue Las ocasiones de Rosa de Salvatore Piscicelli (1981), donde le Vele aparecen aún íntegras, pero ya son visibles los primeros signos de malestar social. En 1992 fue rodada Diario napoletano de Francesco Rosi.
Varias escenas de la película italiana Gomorra (2008) y de la homónima serie (2014-2021), que tratan sobre el crimen organizado local, fueron filmadas en el barrio de Scampia.
En tiempos más recientes, la película El Oro de Scampia (2014) trata sobre una escuela de Judo que busca la reinserción social de jóvenes de este barrio, inspirada en la vida de Giuseppe Maddaloni, mientras que Ammore e malavita (2017) de los hermanos Manetti es una comedia musical.

## Transporte

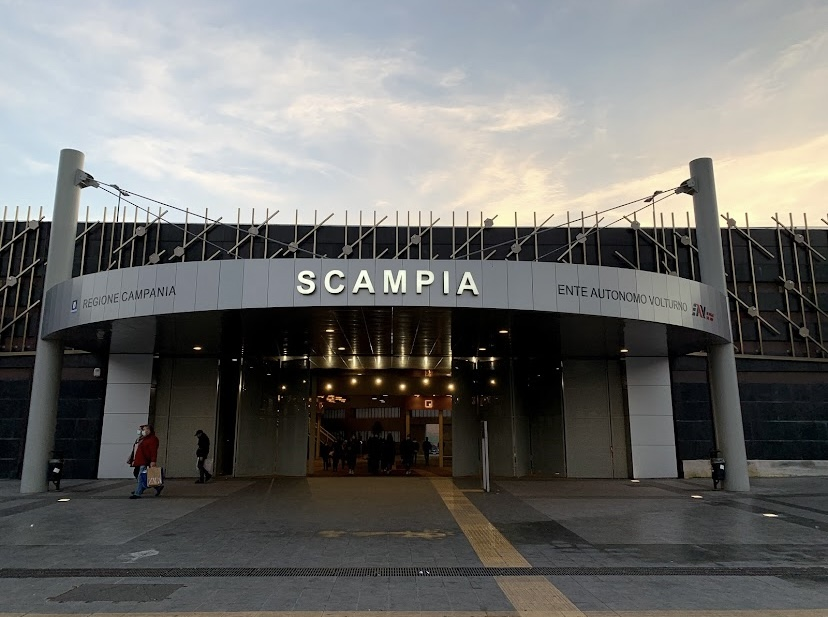
Estación de Piscinola Scampia (L1).

El barrio es servido por las estaciones Piscinola-Scampia de Línea 1 del metro de Nápoles y Piscinola Scampia de la Línea Arcobaleno, y las líneas de autobús de ANM (urbanas) y CTP (extraurbanas).